# 森內寬樹
森內寬樹（日语：／ Moriuchi Hiroki，1994年1月25日—），藝名Hiro，是一名日本男歌手，也是日本搖滾樂團「MY FIRST STORY」的主唱，东京出生，血型A型。其妻子是日本女藝人山本舞香。

## 簡介
- 父母皆為歌手，為森進一與森昌子夫妻的么子，哥哥森內貴寬為NEWS前成員，現為「ONE OK ROCK」主唱。
- 雙親於2005年4月離婚，監護權歸母親森昌子（本名森田昌子）所有。
- 2002年12月1日，加入傑尼斯事務所，當時的他才小學3年級（8歲），為傑尼斯 Jr.最年輕的成員。從2005年活耀至今。
- 2011年8月，在東京澀谷成立搖滾樂團MY FIRST STORY，擔任主唱。

- 2024年10月，宣佈和女藝人山本舞香結婚。

## 外部連結
- MY FIRST STORY 官方網站 （页面存档备份，存于）
- MY FIRST STORY 官方推特 （页面存档备份，存于）
- MY FIRST STORY 官方臉書 （页面存档备份，存于）
- MY FIRST STORY 官方IG （页面存档备份，存于）